# Brachyponera chinensis

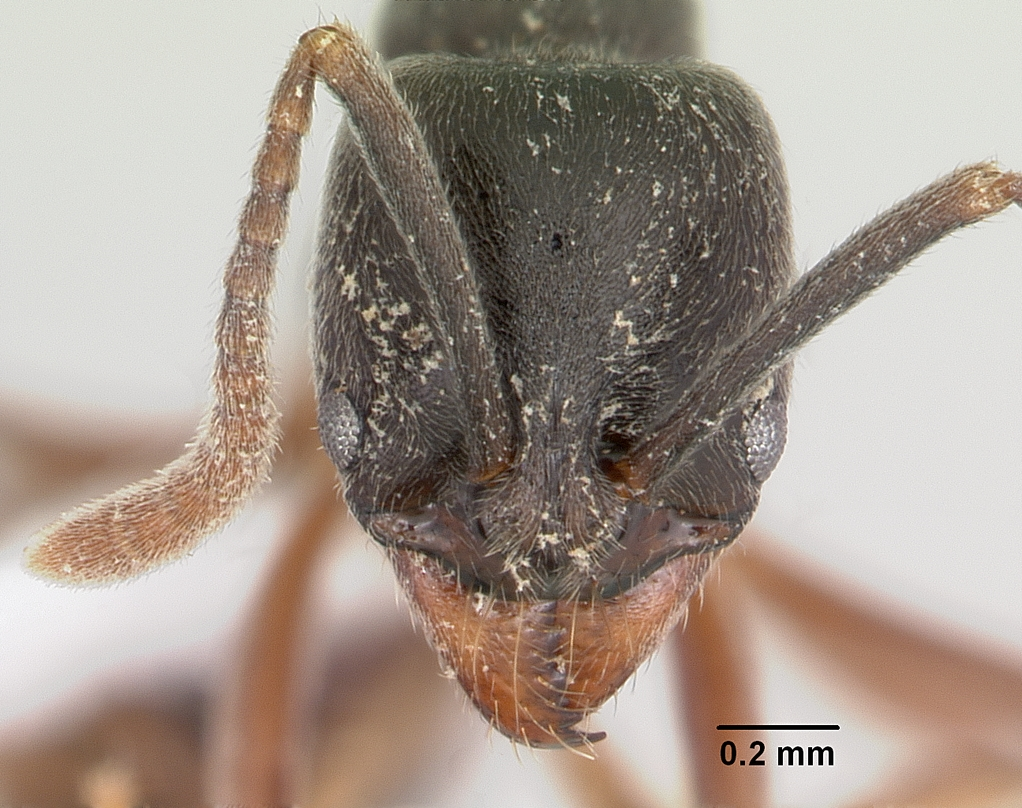

Brachyponera chinensis  (лат.) — вид муравьёв (Formicidae) рода Brachyponera (ранее в составе рода Pachycondyla) из подсемейства Ponerinae. Инвазивный вид с сильно раздражающим жалом.

## Распространение
Тропическая Азия, инвазивный вид, интродуцирован в Северную Америку (США).
Азия: Вьетнам, Камбоджа, Китай, Северная Корея, Тайвань, Таиланд, Филиппины, Япония. Австралазия: Новая Зеландия. Неарктика: Алабама, Джорджия, Северная Каролина, Южная Каролина, Теннесси.
Завезён на Кавказ: Грузия, Северный Кавказ (Россия).

## Описание
Мелкие муравьи коричневого цвета (общая длина тела TL около 4 мм). Глаза мелкого размера, расположены в переднебоковых частях головы. Жвалы треугольные вытянутые, с 9 зубцами на жевательном крае. Голова вытянутая: длина головы 0,88 мм; ширина головы 0,75 мм. Скапус усика длинный (0,85 мм) и превышает затылочный край головы. Тело гладкое и блестящее. Заднегрудка округлая, без проподеальных шипиков. Усики 12-члениковые. Нижнечелюстные щупики 4-члениковые, нижнегубные щупики состоят из 4 сегментов. Стебелёк состоит из одного крупного членика (петиоль). Жало развито, сила ужаления от слабого до очень сильного, вплоть до анафилактического шока.

## Систематика
Вид был впервые описан в 1895 году итальянским мирмекологом Карло Эмери и назван по месту обнаружения. Вид имеет долгую и сложную таксономическую историю, так как в разные годы B. chinensis включался в состав различных родов, сначала в Ponera (с 1895), затем в Euponera  (с 1909), Pachycondyla  (с 1995), Brachyponera (с 2014).